# Skin Yard
Skin Yard – amerykański zespół muzyczny utworzony w 1985 w Seattle w stanie Waszyngton. Jeden z pionierów grunge’u.

## Dyskografia
- Deep Six (1986, kompilacja różnych wykonawców)
- Skin Yard (1987)
- Hallowed Ground (1988)
- Fist Sized Chunks (1990)
- 1000 Smiling Knuckles (1991)
- Inside the Eye (1993)

## Członkowie
- Ben McMillan – wokal (1985–1992)
- Jack Endino – gitara (1985–1992)
- Daniel House – bas (1985–1991)
- Pat Pedersen – bas (1991–1992)
- Matt Cameron – perkusja (1985–1986)
- Steve Wied – perkusja (1986)
- Greg Gilmore – perkusja (1986)
- Jason Finn – perkusja (1986–1987)
- Scott McCullum – perkusja (1987–1989)
- Barrett Martin – perkusja (1990–1992)